# 1883
| [ Edytuj tabelę ]              | |
| Król Polski (tytularny)        | - 1881 Aleksander III Romanow 1894                                                                                                |
| Emir Afganistanu               | - 1880 Abdur Rahman Chan 1901 |
| Współksiążęta Andory           | - 1879 Salvador Casañas i Pagès 1901 - 1879 Jules Grévy 1887                                                                      |
| Prezydent Argentyny            | - 1880 gen. Julio Argentino Roca 1886                                                                                             |
| Cesarz Austrii                 | - 1848 Franciszek Józef I 1916 |
| Król Bawarii                   | - 1864 Ludwik II 1886 |
| Król Belgów                    | - 1865 Leopold II 1909 |
| Premier Belgii                 | - 1878 H.-J.-W. Frère-Orban 1884                                                                                                  |
| Prezydent Boliwii              | - 1880 Narciso Campero 1884 |
| Cesarz Brazylii                | - 1831 Pedro II 1889 |
| Sułtan Brunei                  | - 1852 Abdul Momin 1885 |
| Car Bułgarii                   | - 1879 Aleksander I Battenberg 1886                                                                                               |
| Premier Bułgarii               | - 1882 Leonid Sobolew 1883 - 1883 Dragan Cankow 1884                                                                              |
| Prezydent Chile                | - 1881 Domingo Santa María 1886                                                                                                   |
| Cesarz Chin                    | - 1875 Guangxu 1908 |
| Premier Czarnogóry             | - 1879 Božo Petrović-Njegoš 1905                                                                                                  |
| Król Czech                     | - 1848 Franciszek Józef I 1916 |
| Król Danii                     | - 1863 Chrystian IX 1906 |
| Premier Danii                  | - 1875 Jacob Brønnum Scavenius Estrup 1894                                                                                        |
| Dalajlama                      | - 1876 Thubten Gjaco 1933 |
| Prezydent Dominikany           | - 1882 Ulises Heureaux 1884 |
| Władca Egiptu                  | - 1879 Taufik Pasza 1892 |
| Premier Egiptu                 | - 1882 Muhammad Szarif Pasza 1884                                                                                                 |
| Prezydent Ekwadoru             | - 1876 Ignacio de Veintermilla 1883 - 1883 Eloy Alfaro 1883 - 1883 Rafael Pérez 1883 - 1883 José Plácido Caamaño 1888             |
| Cesarz Etiopii                 | - 1871 Jan IV Kassa 1889 |
| Prezydent Francji              | - 1879 Jules Grévy 1887 |
| Premier Francji                | - 1882 Charles Duclerc 1883 - 1883 Armand Fallières 1883 - 1883 Jules Ferry 1885                                                  |
| Król Grecji                    | - 1863 Jerzy I 1913 |
| Prezydent Gwatemali            | - 1873 Justo Rufino Barrios 1885                                                                                                  |
| Prezydent Haiti                | - 1879 Lysius Salomon 1888 |
| Król Hawajów                   | - 1874 Kalākaua 1891 |
| Król Hiszpanii                 | - 1874 Alfons XII 1885 |
| Premier Hiszpanii              | - 1881 Práxedes Mateo Sagasta 1883 - 1883 José Posada Herrera 1884                                                                |
| Król Holandii                  | - 1849 Wilhelm III 1890 |
| Premier Holandii               | - 1879 Constantijn Theodoor van Lynden van Sandenburg 1883 - 1883 Jan Heemskerk 1888                                              |
| Prezydent Hondurasu            | - 1876 Marco Aurelio Soto 1883 - 1883 Rada ministrów 1883 - 1883 Luis Bográn Barahona 1891                                        |
| Szach Iranu                    | - 1848 Naser ad-Din Szah 1896 |
| Król Irlandii                  | - 1837 Wiktoria Hanowerska 1901                                                                                                   |
| Cesarz Japonii                 | - 1867 Mutsuhito 1912 |
| Kalif                          | - 1876 Abdülhamid II 1909 |
| Premier Kanady                 | - 1878 John Macdonald 1891 |
| Emir Kataru                    | - 1878 Kasim ibn Muhammad Al Sani 1913                                                                                            |
| Prezydent Kolumbii             | - 1882 Climacho Calderón 1883 - 1883 José Eusebio Otálora 1884 - 1883 Ezequiel Hurtado 1884                                       |
| Patriarcha Konstantynopola     | - 1878 Joachim III 1884 |
| Władca Korei                   | - 1863 Kojong 1907 |
| Prezydent Kostaryki            | - 1882 Próspero Fernández Oreamuno 1885                                                                                           |
| Emir Kuwejtu                   | - 1866 Abd Allah II 1892 |
| Prezydent Liberii              | - 1878 Anthony Gardiner 1883 - 1883 Alfred Francis Russell 1884                                                                   |
| Książę Liechtensteinu          | - 1858 Jan II Dobry 1929 |
| Wielki książę Luksemburga      | - 1849 Wilhelm III 1890 |
| Premier Luksemburga            | - 1874 Baron de Blochausen 1885                                                                                                   |
| Sułtan Maroka                  | - 1873 Hassan I 1894 |
| Prezydent Meksyku              | - 1880 Manuel González 1884 |
| Książę Monako                  | - 1856 Karol III 1889 |
| Król Nepalu                    | - 1881 Prithvi 1911 |
| Premier Nepalu                 | - 1877 Rana Udip Singh Bahadur Rana 1885                                                                                          |
| Cesarz Niemiec                 | - 1871 Wilhelm I Hohenzollern 1888                                                                                                |
| Kanclerz Niemiec               | - 1871 Otto von Bismarck 1890 |
| Prezydent Nikaragui            | - 1879 Joaquín Zavala 1883 - 1883 Adán Cárdenas 1887                                                                              |
| Król Norwegii                  | - 1872 Oskar II 1905 |
| Premier Nowej Zelandii         | - 1882 Frederick Whitaker 1883 - 1883 Harry Atkinson 1884                                                                         |
| Sułtan Omanu                   | - 1870 Turki ibn Sa’id 1888 |
| Papież                         | - 1878 Leon XIII 1903 |
| Prezydent Paragwaju            | - 1881 gen. Bernardino Caballero 1886                                                                                             |
| Prezydent Peru                 | - 1881 Lizardo Montero 1883 - 1883 Miguel Iglesias 1886                                                                           |
| Król Portugalii                | - 1861 Ludwik 1889 |
| Król Prus                      | - 1861 Wilhelm I 1888 |
| Car Rosji                      | - 1881 Aleksander III 1894 |
| Król Rumunii                   | - 1881 Karol I 1914 |
| Premier Rumunii                | - 1881 Ion Brătianu 1888 |
| Król Saksonii                  | - 1873 Albert I Wettyn 1902 |
| Prezydent Salwadoru            | - 1876 Rafael Zaldívar 1885 |
| Kapitanowie Regenci San Marino | - 1882 Giuliano Belluzzi Michele Ceccoli 1883 - 1883 Pietro Tonnini Sante Lonfernini 1883 - 1883 Pietro Filippi Pietro Berti 1884 |
| Król Serbii                    | - 1882 Milan Obrenowić 1889 |
| Prezydent Szwajcarii           | - 1883 Louis Ruchonnet 1883 |
| Król Szwecji                   | - 1872 Oskar II 1907 |
| Premier Szwecji                | - 1880 Arvid Posse 1883 - 1883 Carl Johan Thyselius 1884                                                                          |
| Król Tajlandii                 | - 1868 Chulalongkorn 1910 |
| Król Tonga                     | - 1875 Jerzy Tupou I 1893 |
| Premier Tonga                  | - 1881 Shirley Waldemar Baker 1890                                                                                                |
| Sułtan Turków                  | - 1876 Abdülhamid II 1909 |
| Prezydent Urugwaju             | - 1882 Máximo Santos 1886 |
| Prezydent USA                  | - 1881 Chester Arthur 1885 |
| Prezydent Wenezueli            | - 1879 Antonio Guzmán Blanco 1884                                                                                                 |
| Król Węgier                    | - 1848 Franciszek Józef I 1916 |
| Premier Węgier                 | - 1875 Kálmán Tisza 1890 |
| Monarcha Wielkiej Brytanii     | - 1837 Wiktoria 1901 |
| Premier Wielkiej Brytanii      | - 1880 William Ewart Gladstone 1885                                                                                               |
| Cesarz Wietnamu                | - 1847 Tự Đức 1883 |
| Król Włoch                     | - 1878 Humbert I 1900 |

Rok 1883 / MDCCCLXXXIII
stulecia: XVIII wiek ~
XIX wiek ~
XX wiek

dziesięciolecia:
1850–1859 •
1860–1869 •
1870–1879 •
1880–1889
• 1890–1899
• 1900–1909
• 1910–1919

lata: 1873 «
1878 «
1879 «
1880 «
1881 «
1882 «
1883
» 1884
» 1885
» 1886
» 1887
» 1888
» 1893

## Wydarzenia w Polsce
- 5 kwietnia – profesorowie Uniwersytetu Jagiellońskiego, Zygmunt Wróblewski i Karol Olszewski, jako pierwsi na świecie dokonali skroplenia tlenu.
- 13 kwietnia – profesorowie Zygmunt Wróblewski i Karol Olszewski, jako pierwsi na świecie dokonali skroplenia azotu.
- 6 lipca – w Chropaczowie założono KWK „Śląsk”.
- 15 sierpnia – pomiędzy Olsztynem a Morągiem pojechała pierwsza lokomotywa.
- 11 września – z okazji 200-lecia odsieczy wiedeńskiej w budynku Sukiennic otwarto Muzeum Narodowe.
- 15 września – ukazało się pierwsze wydanie czasopisma „Proletariat”.
- 26 października – w Rydze powstała Korporacja akademicka Welecja.
- 31 października – został poświęcony kościół Wszystkich Świętych w Warszawie.
- 9 listopada – Gdańsk: zainstalowano pierwsze telefony. Aparat z nr 1 otrzymał gdański browar.

## Wydarzenia na świecie
- 19 stycznia – w Roselle (New Jersey) uruchomiono pierwsze na świecie elektryczne latarnie uliczne.
- 20 stycznia – Alfred Francis Russell został prezydentem Liberii.
- 12 lutego:
  - Kalākaua został koronowany na króla Hawajów.
  - w Davos rozegrano 1. międzynarodowe zawody saneczkarskie (udział 21 zawodników z 6 państw).
- 21 lutego – Jules Ferry został premierem Francji.
- 7 marca – duński chemik Johan Kjeldahl przedstawił opracowaną przez siebie metodę oznaczania azotu w związkach organicznych, która do dzisiaj stanowi standard.
- 20 marca – w Paryżu została podpisana Międzynarodowa Konwencja o Ochronie Własności Przemysłowej.
- 3 kwietnia – w Tbilisi uruchomiono pierwszą linię tramwaju konnego.
- 14 kwietnia – w Paryżu odbyła się premiera opery Lakmé Léo Delibesa.
- 15 kwietnia – Fryderyk Franciszek III został wielkim księciem Meklemburgii-Schwerinu.
- 23 kwietnia – Jan Heemskerk został premierem Holandii.
- 27 kwietnia – papież Leon XIII utworzył metropolię bukareszteńską.
- 11 maja – francuski astronom Alphonse Borrelly odkrył planetoidę (233) Asterope.
- 24 maja – w Nowym Jorku otwarto dla ruchu Most Brookliński; zaprojektowana przez Johna Augustusa Roeblinga budowla w stylu neogotyckim z charakterystycznymi wysokimi łukami była w momencie ukończenia najdłuższym mostem wiszącym na świecie, po raz pierwszy w historii zastosowano również wtedy w konstrukcji mostu liny skręcane ze stalowych drutów.
- 26 maja – poświęcono sobór Chrystusa Zbawiciela w Moskwie.
- 27 maja – Aleksander III Romanow został koronowany na cara Rosji.
- 29 maja – uruchomiono tramwaje konne w stolicy Trynidadu i Tobago Port-of-Spain.
- 13 czerwca – Carl Johan Thyselius został premierem Szwecji.
- 21 lipca – założono Alliance Française, organizację zajmującą się promocją kultury francuskiej i języka francuskiego.
- 28 lipca – w trzęsieniu ziemi na włoskiej wyspie Ischia zginęło 2300 osób.
- 12 sierpnia – w ogrodzie zoologicznym w Amsterdamie padła ostatnia kwagga właściwa, podgatunek zebry.
- 27 sierpnia – erupcja położonego między Jawą a Sumatrą wulkanu Krakatau wywołała olbrzymie (30 m) fale tsunami, które pochłonęły ponad 36 tys. ofiar; ten najgłośniejszy w historii wybuch wulkanu – słyszany w odległości 4800 km – był również przyczyną zimy wulkanicznej.
- 3 października – w Berlinie odbyła się premiera operetki Noc w Wenecji Johanna Straussa (syna).
- 4 października – odbył się pierwszy kurs pociągu Orient Express.
- 20 października – Peru i Chile podpisały traktat z Ancón kończący wojnę o Pacyfik.
- 22 października – w Nowym Jorku oddano do użytku gmach Metropolitan Opera.
- 5 listopada – powstanie Mahdiego w Sudanie: zwycięstwo powstańców nad wojskami egipskimi w bitwie pod El-Obeid.
- 28 listopada – austriacki astronom Johann Palisa odkrył planetoidę Carolina.
- W Wiedniu powstało pierwsze w Europie pogotowie ratunkowe.
- Wojna domowa w państwie Zulusów: miała miejsce bitwa w Dolinie Msebe.

## Urodzili się
- 2 stycznia - Anna Abrikosowa, rosyjska zakonnica (zm. 1936)
- 3 stycznia – Clement Richard Attlee, brytyjski polityk, premier Wielkiej Brytanii w latach 1945–1951 (zm. 1967)
- 4 stycznia – Johanna Westerdijk, holenderska botanik, wykładowczyni akademicka (zm. 1961)
- 8 stycznia:
  - Henry Berry, angielski żołnierz i rugbysta (zm. 1915)
  - Seweryn Hammer, polski filolog klasyczny, pedagog (zm. 1955)
  - Józef Ujejski, polski historyk literatury, pedagog (zm. 1937)
- 15 stycznia:
  - Włodzimierz Boldireff-Strzemiński, inżynier, działacz turystyczny (zm. 1970)
  - Teofil Adamski, działacz komunistyczny (zm. 1959)
- 18 stycznia – Zdzisław Eichler, polski artysta malarz (zm. 1949)
- 19 stycznia – Gonsalwy Viñes Masip, hiszpański duchowny katolicki, męczennik, błogosławiony (zm. 1936)
- 21 stycznia – James H. Duff, amerykański polityk, senator ze stanu Pensylwania (zm. 1969)
- 22 stycznia – Jerzy Bandrowski, polski pisarz (zm. 1940)
- 23 stycznia – Aleksander Ringman, działacz niepodległościowy, inżynier, radca ministerialny, ekonomista (zm. 1938)
- 30 stycznia – Hildegarda Burjan, austriacka działaczka społeczna, błogosławiona katolicka (zm. 1933)
- 31 stycznia – Grzegorz Łakota, biskup pomocniczy greckokatolickiej eparchii przemyskiej, męczennik, błogosławiony (zm. 1950)
- 2 lutego – Marie Wagner, amerykańska tenisistka (zm. 1975)
- 6 lutego – Arthur Kingsley Porter, amerykański historyk sztuki, pisarz i archeolog (zm. 2011)
- 8 lutego – Joseph Schumpeter, austriacki ekonomista, uważany za jednego z najwybitniejszych ekonomistów XX wieku (zm. 1950)
- 10 lutego – Charles-Albert Cingria, szwajcarski francuskojęzyczny pisarz i publicysta (zm. 1954)
- 11 lutego – Barney Solomon, brytyjski rugbysta, medalista olimpijski (zm. 1952)
- 17 lutego – Kazimierz Tomczak, polski duchowny katolicki, biskup pomocniczy łódzki (zm. 1967)
- 25 lutego – Alicja, brytyjska księżniczka (zm. 1981)
- 3 marca – František Drtikol, czeski fotograf i malarz, prekursor czeskiej modernistycznej fotografii (zm. 1961)
- 10 marca – Janina Burhardt, polska działaczka niepodległościowa, dama Orderu Virtuti Militari (zm. 1924)
- 15 marca – Monika Miglancowa, polska działaczka narodowa (zm. ?)[1]
- 16 marca – Wincenty Nowaczyński, polski podpułkownik piechoty (zm. 1940)
- 17 marca – Bruno Winawer, polski komediopisarz, popularyzator fizyki i felietonista (zm. 1944)
- 29 marca – Teodor Illera del Olmo, hiszpański zakonnik, męczennik, błogosławiony katolicki (zm. 1936)
- 4 kwietnia – Władysław Skoczylas, polski malarz, grafik, rzeźbiarz i pedagog (zm. 1934)
- 13 kwietnia – Aleksandr Aleksandrow, rosyjski kompozytor (zm. 1946)
- 14 kwietnia – Waleria Suzin, polska tancerka (zm. 1974)
- 29 kwietnia – Thorleif Holbye, norweski żeglarz, medalista olimpijski (zm. 1959)
- 30 kwietnia – Jaroslav Hašek, czeski powieściopisarz (zm. 1923)
- 2 maja – Gustaw Rakowski, major łączności Wojska Polskiego, kawaler Orderu Virtuti Militari (zm. ?)
- 4 maja – Grimoaldo, włoski pasjonista, błogosławiony katolicki (zm. 1902)
- 5 maja – Anna Johnson Pell Wheeler, amerykańska matematyk (zm. 1966)
- 9 maja:
  - José Ortega y Gasset, hiszpański filozof, eseista (zm. 1955)
  - Rudolf Wacek, polski nauczyciel, sportowiec, propagator, działacz i dziennikarz sportowy (zm. 1956)
- 15 maja – Franz Johannes Rosumek, niemiecki inżynier, poseł na Sejm RP (zm. 1938)
- 18 maja – Walter Gropius, niemiecki architekt (zm. 1969)
- 20 maja – Jan Kašpar, czeski inżynier i pionier lotnictwa (zm. 1927)
- 29 maja – Mieczysław Wolfke, polski fizyk, wielki mistrz WLNP (zm. 1947)
- 30 maja – Maarten de Wit, holenderski żeglarz, medalista olimpijski (zm. 1965)
- 5 czerwca – John Maynard Keynes, brytyjski ekonomista (zm. 1946)
- 24 czerwca – Paddy McCue, australijski rugbysta, medalista olimpijski (zm. 1962)
- 28 czerwca – Bolesław Drobner, polski działacz socjalistyczny (zm. 1968)
- 29 czerwca – Elwira od Narodzenia NMP Torrentallé Paraire, hiszpańska karmelitanka miłosierdzia, męczennica, błogosławiona katolicka (zm. 1936)
- 3 lipca – Franz Kafka, austriacki pisarz związany z Pragą (zm. 1924)
- 4 lipca – Maksimilian Sztajnberg, rosyjski kompozytor i pedagog (zm. 1946)
- 8 lipca – Edward Grabski, polski ziemianin, rotmistrz, działacz społeczny, przemysłowiec (zm. 1951)
- 10 lipca – Blandyna Merten, niemiecka urszulanka, błogosławiona katolicka (zm. 1918)
- 16 lipca – Tellef Wagle, norweski żeglarz, medalista olimpijski (zm. 1957)
- 17 lipca – Mauritz Stiller, szwedzki reżyser (zm. 1928)
- 19 lipca – Wincenty Rzymowski, polski polityk, członek PKWN, minister spraw zagranicznych (zm. 1950)
- 20 lipca – Paul Bader, niemiecki generał (zm. 1971)
- 22 lipca – Leonard Piskorski, polski białoskórnik (zm. 1957)
- 23 lipca – Erundina od Matki Boskiej Szkaplerznej Colino Vega, hiszpańska karmelitanka miłosierdzia, męczennica, błogosławiona katolicka (zm. 1936)
- 29 lipca – Benito Mussolini, włoski polityk, premier Włoch, twórca faszyzmu (zm. 1945)
- 1 sierpnia –Julius Friedrich, niemiecki polityk, nadburmistrz Katowic (zm. 1977)
- 2 sierpnia – Mieczysław Treter, polski historyk, krytyk i popularyzator sztuki, muzeolog, organizator polskiego muzealnictwa po 1918 r. (zm. 1943)
- 7 sierpnia – Joachim Ringelnatz, niemiecki poeta, karykaturzysta, rysownik i malarz (zm. 1934)
- 8 sierpnia – Kristoffer Olsen, norweski żeglarz, medalista olimpijski (zm. 1948)
- 11 sierpnia – Tadeusz Paweł Zakrzewski, polski duchowny katolicki, biskup płocki (zm. 1961)
- 19 sierpnia – Coco Chanel, francuska dyktatorka mody (zm. 1971)
- 26 sierpnia:
  - Bengt Heyman, szwedzki żeglarz, medalista olimpijski (zm. 1942)
  - Kazimierz Pużak, polski polityk, przewodniczący Rady Jedności Narodowej, wicemarszałek Sejmu (zm. 1950)
- 1 września – Adolf Szyszko-Bohusz, polski architekt i konserwator (zm. 1948)
- 2 września – Christian Dick, norweski żeglarz, medalista olimpijski (zm. 1955)
- 8 września – Jens Salvesen, norweski żeglarz, medalista olimpijski (zm. 1976)
- 9 września – Ragnar Gripe, szwedzki żeglarz, olimpijczyk (zm. 1942)
- 16 września – Zygmunt Lubertowicz, polski nauczyciel, poeta, publicysta (zm. 1958)
- 17 września – Bertil Tallberg, fiński żeglarz, medalista olimpijski (zm. 1963)
- 18 września – Ludomir Różycki, polski kompozytor (zm. 1953)
- 21 września – Józef Czempiel, polski duchowny katolicki, męczennik, błogosławiony (zm. 1942)
- 22 września – Ole Sørensen, norweski żeglarz, medalista olimpijski (zm. 1958)
- 30 września – August Zaleski, Prezydent RP na Uchodźstwie
- 4 października – Franciszek Macherski, polski duchowny rzymskokatolicki (zm. 1940)[2]
- 5 października – Niels Nielsen, norweski żeglarz, medalista olimpijski (zm. 1961)
- 7 października – Karol Radoński, polski duchowny katolicki, biskup włocławski (zm. 1951)
- 16 października – Halfdan Hansen, norweski żeglarz, medalista olimpijski (zm. 1953)
- 20 października – Ada Markowa, polska lekarka położnik, działaczka kobieca (zm. 1963)
- 22 października – Harald Sandberg, szwedzki żeglarz, medalista olimpijski (zm. 1940)
- 23 października – Emil Hagström, szwedzki żeglarz, olimpijczyk (zm. 1941)
- 31 października
  - Bolesław Butkiewicz, polski prawnik, dziennikarz, wydawca, redaktor gazety "Dzień Kowieński" (zm. 1934)
  - Marie Laurencin, francuska malarka, graficzka (zm. 1956)
  - Anthony Wilding, nowozelandzki tenisista (zm. 1915)
- 5 listopada – Leon Loria, polski prawnik, taternik, narciarz i podpułkownik lotnictwa (zm. 1932)
- 14 listopada – Paal Kaasen, norweski żeglarz, medalista olimpijski (zm. 1963)
- 20 listopada – Stanisław Klimecki, polski prawnik, działacz społeczny, prezydent Krakowa (zm. 1942)
- 23 listopada – Gerard de Vries Lentsch, holenderski żeglarz, medalista olimpijski (zm. 1973)
- 26 listopada – Ludwik Franciszek Maciejowski, polski oficer, kawaler Virtuti Militari (zamordowany w Charkowie 1940)
- 28 listopada – Leonard Pérez Lários, meksykański męczennik, błogosławiony katolicki (zm. 1927)
- 3 grudnia – Anton Webern, austriacki kompozytor współczesny, współtwórca serializmu i prekursor punktualizmu (zm. 1945)
- 9 grudnia – Nikołaj Łuzin, rosyjski matematyk (zm. 1950)
- 5 grudnia – Saba Reyes Salazar, meksykański duchowny katolicki, męczennik, święty (zm. 1927)
- 14 grudnia:
  - Morihei Ueshiba, twórca Aikido (zm. 1969)
  - Nicholas Tregurtha, brytyjski rugbysta, medalista olimpijski (zm. 1964)
- 17 grudnia – David Powell, szkocki aktor filmowy i teatralny (zm. 1925)
- 19 grudnia – Emil Henriques, szwedzki żeglarz, medalista olimpijski (zm. 1957)
- 24 grudnia – Stefan Jaracz, polski aktor (zm. 1945)
- data dzienna nieznana: 
  - Hermann Rumpelt, niemiecki taternik, alpinista i fizyk (zm. 1911)
  - Zoltán Votisky, węgierski taternik (zm. 1919)
  - Raymond Whittindale, brytyjski rugbysta, medalista olimpijski (zm. 1915)
  - Jan Chrzciciel Wu Mantang, chiński męczennik, święty katolicki (zm. 1900)
  - Maria Zhao, chińska męczennica, święta katolicka (zm. 1900)
  - Jan Chrzciciel Zhu Wurui, chiński męczennik, święty katolicki (zm. 1900)

## Zmarli
- 13 lutego – Richard Wagner, kompozytor niemiecki (ur. 1813)
- 24 lutego – Hermann Fulda, luterański teolog oraz pastor (ur. 1800)
- 14 marca – Karl Marx, filozof i ekonomista niemiecki (ur. 1818)
- 18 marca – Marta Le Bouteiller, francuska zakonnica, błogosławiona katolicka (ur. 1816)
- 18 kwietnia – Édouard Roche, francuski astronom i matematyk (ur. 1820)
- 26 kwietnia – Napoleon Orda, polski i białoruski rysownik, malarz, pianista i kompozytor (ur. 1807)
- 30 kwietnia – Édouard Manet, francuski malarz i grafik (ur. 1832)
- 19 maja – Samo Chalupka, słowacki poeta romantyczny (ur. 1812)
- 23 maja – Cyprian Kamil Norwid, polski poeta, dramatopisarz, prozaik, artysta plastyk (ur. 1821)
- 12 czerwca – Mercedes Molina Ayala, ekwadorska zakonnica, błogosławiona katolicka (ur. 1828)
- 26 czerwca – Edward Sabine, angielski astronom, geodeta (ur. 1788)
- 14 lipca – Heinrich von Ferstel, austriacki architekt, jeden ze współtwórców architektury Wiednia z drugiej połowy XIX wieku (zm. 1828)
- 28 lipca – Władysław Ludwik Anczyc, polski poeta, dramatopisarz, wydawca, tłumacz, działacz ludowy (ur. 1823)
- 3 września – Iwan Turgieniew, rosyjski pisarz (ur. 1818)
- 4 września – Carlo Tenca, włoski publicysta, dziennikarz, pisarz i polityk, związany z Mediolanem (ur. 1816)
- 9 września – Victor Puiseux, francuski matematyk i astronom (ur. 1820)
- 29 grudnia – Francesco De Sanctis, włoski krytyk literacki i teoretyk literatury (ur. 1817)

## Święta ruchome
- Tłusty czwartek: 1 lutego
- Ostatki: 6 lutego
- Popielec: 7 lutego
- Niedziela Palmowa: 18 marca
- Wielki Czwartek: 22 marca
- Wielki Piątek: 23 marca
- Wielka Sobota: 24 marca
- Wielkanoc: 25 marca
- Poniedziałek Wielkanocny: 26 marca
- Pamiątka śmierci Jezusa Chrystusa: 22 kwietnia
- Wniebowstąpienie Pańskie: 3 maja
- Zesłanie Ducha Świętego: 13 maja
- Boże Ciało: 24 maja